# Gherasim Iscu
Gherasim Iscu (n. 21 ianuarie 1912, Poduri, Bacău, România – d. 25 decembrie 1951, Târgu Ocna, Bacău, România) a fost un călugăr ortodox român cu rang de arhimandrit, stareț al Mănăstirii Arnota (1937–1939) și al Mănăstirii Tismana (1943–1948), canonizat ca sfânt de Sfântul Sinod al Bisericii Ortodoxe Române în ședința sa din 11-12 iulie 2024, cu titulatura „Sfântul Cuvios Mucenic Gherasim de la Tismana” și prăznuirea în ziua de 26 decembrie.